# 1775
Il 1775 (MDCCLXXV in numeri romani) è un anno  del XVIII secolo.

## Eventi

### Americhe
- 17 gennaio – James Cook prende possesso della Georgia del Sud in nome della Gran Bretagna.
- 9 febbraio – Il Parlamento Britannico dichiara la colonia del Massachusetts in stato di rivolta.
- 19 aprile – Scontri armati a Lexington (Virginia) e a Concord; gli inglesi vengono assediati a Boston dai rivoltosi del Massachusetts. Ha inizio la Guerra d'indipendenza americana.
- 10 maggio – I delegati delle colonie si riuniscono nel II Congresso di Filadelfia e decidono di affidare le proprie truppe a George Washington.
- 15 giugno – George Washington viene nominato comandante in capo dell'Esercito continentale.
- 17 giugno – Battaglia di Bunker Hill: Le truppe britanniche tentano di spezzare l'assedio di Boston condotto dalle truppe delle 13 colonie americane. Gli Inglesi vincono la battaglia, ma pagano un prezzo altissimo in termini di vite umane.
- 13 ottobre – Viene fondata la marina militare degli Stati Uniti.
- 10 novembre – Viene costituito il corpo dei Marines.
- 13 novembre – Le forze americane di Richard Montgomery catturano Montréal, nell'attuale Canada; gli inglesi ripiegano su Quebec.
- 31 dicembre – Guerra d'indipendenza americana: forze britanniche respingono un attacco dell'Esercito Continentale guidato dai Generali Richard Montgomery e Benedict Arnold, nella Battaglia di Quebec.

### Europa
- Caterina II di Russia abolisce l'Armata Zaporožiana.
- Johann Christian Daniel von Schreber classifica il ghepardo Acinonyx jubatus ed una sua sottospecie Acinonyx jubatus venaticus.
- In Boemia scoppia una rivolta contadina, che ottiene dal governo una serie di riforme contro la schiavitù.
- 15 febbraio – Papa Pio VI viene eletto come 250º papa.
- 22 febbraio – Viene inaugurato il Museo della Specola di Firenze.
- 11 aprile – Ultima esecuzione nel continente europeo per stregoneria.
- 11 giugno – Viene incoronato nella Cattedrale di Reims, il nuovo re di Francia e Navarra, Luigi XVI con la moglie Maria Antonietta d'Asburgo.

## Nati
Ci sono circa 240 voci su persone nate nel 1775; vedi la pagina Nati nel 1775 per un elenco descrittivo o la categoria Nati nel 1775 per un indice alfabetico.

## Morti

### Gennaio
- 1º gennaio - Ahmad Shah Bahadur,  indiano (n. 1725)
- 8 gennaio - John Baskerville, imprenditore britannico (n. 1706)
- 10 gennaio - Stringer Lawrence, militare inglese (n. 1697)
- 10 gennaio - Emel'jan Ivanovič Pugačëv,  russo
- 11 gennaio - Charles d'Ursel, militare belga (n. 1717)
- 11 gennaio - Prithvi Narayan Shah, re nepalese (n. 1722)
- 13 gennaio - Johann Georg Walch, teologo tedesco (n. 1693)
- 15 gennaio - Antal Bajtay, vescovo cattolico ungherese (n. 1717)
- 17 gennaio - Vincenzo Riccati, matematico e fisico italiano (n. 1707)
- 17 gennaio - Giovanni Battista Sammartini, compositore, organista e direttore d'orchestra italiano
- 25 gennaio - Bernardo Maria De Rubeis, teologo e storico italiano (n. 1687)
- 26 gennaio - Shuja' al-Dawla, politico indiano (n. 1732)
- 26 gennaio - Domingo de Bonechea, esploratore spagnolo (n. 1713)
- 26 gennaio - Johann Gregorius Höroldt, pittore tedesco (n. 1696)

### Febbraio
- 4 febbraio - Ferdinando Maria de' Rossi, cardinale e patriarca cattolico italiano (n. 1696)
- 15 febbraio - Eusebius Amort, teologo tedesco (n. 1692)
- 16 febbraio - Jean-Baptiste Vivien de Châteaubrun, drammaturgo francese (n. 1686)
- 24 febbraio - Ferdinando Colonna di Stigliano, II principe di Sonnino, nobile italiano (n. 1695)
- 28 febbraio - Xiao Yi Chun, imperatrice cinese (n. 1727)

### Marzo
- 3 marzo - Richard Dunthorne, astronomo britannico (n. 1711)
- 5 marzo - Pierre Laurent Buirette de Belloy, drammaturgo e attore teatrale francese (n. 1727)
- 7 marzo - John Boyle, III conte di Glasgow, nobile scozzese (n. 1714)
- 21 marzo - Francisco de Solís Folch de Cardona, cardinale e arcivescovo cattolico spagnolo (n. 1713)
- 22 marzo - Pietro Augusto di Schleswig-Holstein-Sonderburg-Beck, nobile tedesco (n. 1697)

### Aprile
- 12 aprile - William Kerr, IV marchese di Lothian, nobile, politico e ufficiale scozzese (n. 1710)
- 14 aprile - Ernestina del Palatinato-Sulzbach, principessa tedesca (n. 1697)
- 30 aprile - Peter Harrison, architetto britannico (n. 1716)

### Maggio
- 9 maggio - Vittoria Tesi, contralto italiano (n. 1701)
- 10 maggio - Samuele di Costantinopoli, arcivescovo ortodosso greco (n. 1700)
- 10 maggio - Carolina Matilde di Hannover, sovrana danese (n. 1751)
- 12 maggio - Federica di Sassonia-Gotha-Altenburg, principessa tedesca (n. 1715)
- 15 maggio - Felice Piccaluga, organaro italiano (n. 1740)
- 17 maggio - Carlo Innocenzo Carloni, pittore italiano (n. 1687)
- 17 maggio - Johann Joachim Kändler, ceramista tedesco (n. 1706)
- 18 maggio - Magnus Beronius, religioso svedese (n. 1692)
- 22 maggio - Emanuel Philibert von Waldstein-Wartenberg, nobile austriaco (n. 1731)
- 24 maggio - Antonio Lanza, vescovo cattolico italiano (n. 1728)
- 27 maggio - Luisa Elisabetta di Borbone-Condé, nobile (n. 1693)

### Giugno
- 4 giugno - Giovanni Gaetano Bottari, filologo, lessicografo e archeologo italiano (n. 1689)
- 11 giugno - Egidio Romualdo Duni, compositore italiano (n. 1708)
- 17 giugno - John Pitcairn, militare scozzese (n. 1722)
- 17 giugno - Joseph Warren, medico e patriota statunitense (n. 1741)
- 21 giugno - Carlo di Nassau-Usingen, nobile tedesco (n. 1712)
- 23 giugno - Karl Ludwig von Pöllnitz, scrittore e avventuriero tedesco (n. 1692)
- 24 giugno - Antonino Sersale, cardinale e arcivescovo cattolico italiano (n. 1702)
- 27 giugno - Ignaz Günther, scultore tedesco (n. 1725)

### Luglio
- 9 luglio - Ayşe Sultan, principessa ottomana (n. 1715)
- 13 luglio - Luigi Carlo di Borbone, nobile e militare francese (n. 1701)
- 21 luglio - Szymon Czechowicz, pittore polacco (n. 1689)
- 27 luglio - Cirillo V di Costantinopoli, arcivescovo ortodosso greco
- 30 luglio - Domenico Maria Gusmano Galeazzi, anatomista italiano (n. 1686)

### Agosto
- 4 agosto - Richard Houston, incisore e pittore irlandese (n. 1721)
- 13 agosto - Michał Fryderyk Czartoryski, principe (n. 1696)
- 21 agosto - Ippolito Rossi, nobile e vescovo cattolico italiano (n. 1691)
- 25 agosto - Felipe de Castro, scultore spagnolo (n. 1711)
- 27 agosto - Alberico Clemente Carlini, religioso e pittore italiano (n. 1703)
- 29 agosto - Ludovico Mazzanti, pittore italiano (n. 1686)
- 30 agosto - George Faulkner, editore irlandese (n. 1699)

### Settembre
- 2 settembre - Antoine Touron, presbitero, storico e biografo francese (n. 1686)
- 7 settembre - Angelo Maria Labia, poeta italiano (n. 1709)
- 13 settembre - Constantine Phipps, I barone Mulgrave, nobile irlandese (n. 1722)
- 16 settembre - Allen Bathurst, I conte Bathurst, politico inglese (n. 1684)
- 17 settembre - John Parker, militare inglese (n. 1729)
- 21 settembre - Tommaso Bonazza, scultore e architetto italiano (n. 1696)
- 23 settembre - Konstantin Schütz von Holzhausen, vescovo cattolico tedesco (n. 1709)
- 26 settembre - Francesco Carlo di Leyen, principe e filantropo tedesco (n. 1736)

### Ottobre
- 2 ottobre - Fukuda Chiyo-ni, poetessa e pittrice giapponese (n. 1703)
- 10 ottobre - Louis Nicolas du Muy, generale francese (n. 1711)
- 14 ottobre - Gilles Joubert, ebanista francese (n. 1689)
- 16 ottobre - Franz Konrad von Rodt, cardinale e vescovo cattolico tedesco (n. 1706)
- 18 ottobre - Christian August Crusius, filosofo e teologo tedesco (n. 1715)
- 18 ottobre - Paolo della Croce, presbitero italiano (n. 1694)
- 20 ottobre - Venanzio Lupacchini, medico e letterato italiano (n. 1730)
- 21 ottobre - François-Hubert Drouais, pittore francese (n. 1727)
- 21 ottobre - Maria Wilhelmina von Neipperg, nobildonna tedesca (n. 1738)
- 21 ottobre - Julius Heinrich Schwarze, architetto tedesco
- 22 ottobre - Giuseppe Astarita, architetto e ingegnere italiano (n. 1707)
- 22 ottobre - Peyton Randolph, politico statunitense (n. 1721)
- 25 ottobre - Johan Maurits Mohr, pastore protestante e astronomo tedesco (n. 1716)

### Novembre
- 3 novembre - Juan José Pérez Hernández, esploratore spagnolo
- 5 novembre - Cristiano IV del Palatinato-Zweibrücken, duca tedesco (n. 1722)
- 7 novembre - François Rebel, compositore e violinista francese (n. 1701)
- 9 novembre - Francisco Ximenes de Texada, militare spagnolo (n. 1703)
- 11 novembre - Pëtr Michajlovič Golicyn, generale e principe russo (n. 1738)
- 18 novembre - Johann Michael von Benckendorff, generale russo (n. 1720)
- 22 novembre - Claude-Henri de Fusée de Voisenon, scrittore, drammaturgo e abate francese (n. 1708)
- 24 novembre - Lorenzo Ricci, gesuita e teologo italiano (n. 1703)
- 27 novembre - Johann Faccius, teologo, filosofo e filologo tedesco (n. 1698)
- 27 novembre - Semën Kirillovič Naryškin, ambasciatore russo (n. 1710)
- 29 novembre - Lorenzo Somis, violinista, compositore e pittore italiano (n. 1688)
- 30 novembre - Federico Alamanni, vescovo cattolico italiano (n. 1696)

### Dicembre
- 3 dicembre - Giovanni Bianchi, medico e anatomista italiano (n. 1693)
- 3 dicembre - Vincenzo Malvezzi Bonfioli, cardinale e arcivescovo cattolico italiano (n. 1715)
- 7 dicembre - Charles Saunders, ammiraglio britannico (n. 1715)
- 7 dicembre - Fabrizio Serbelloni, cardinale e arcivescovo cattolico italiano (n. 1695)
- 9 dicembre - Robert Livingston, avvocato e politico statunitense (n. 1718)
- 15 dicembre - Marie-Angélique-Memmie le Blanc,  francese (n. 1712)
- 15 dicembre - Principessa Tarakanova, truffatrice russa
- 23 dicembre - Giovanni Bragadin, patriarca cattolico italiano (n. 1699)
- 24 dicembre - Bernardino de Vecchi, cardinale italiano (n. 1699)
- 31 dicembre - Richard Montgomery, generale irlandese (n. 1738)

### Senza giorno specificato
- Pierre-Joseph Bernard, scrittore francese (n. 1708)
- Thomas Bligh, ufficiale e politico irlandese (n. 1685)
- Simon Bourguet, artigiano francese (n. 1705)
- Giovanni Domenico Campiglia, pittore e incisore italiano (n. 1692)
- Michele Grimani,  italiano (n. 1697)
- Andrew Henderson, scrittore e drammaturgo scozzese
- Antonio Gaetano Pampani, compositore italiano
- Pierre Ignace Parrocel, incisore e pittore francese (n. 1702)
- Agostino Ratti, pittore italiano (n. 1699)
- Pietro Sodi, ballerino e coreografo italiano (n. 1716)
- Anna Maria Strada, soprano italiano (n. 1703)
- Benedetto dal Buono, pittore italiano (n. 1711)

## Calendario
| Calendario 1775 | Calendario 1775 | Calendario 1775 | Calendario 1775 | Calendario 1775 | Calendario 1775 | Calendario 1775 | Calendario 1775 | Calendario 1775 | Calendario 1775 | Calendario 1775 | Calendario 1775 | Calendario 1775 | Calendario 1775 | Calendario 1775 | Calendario 1775 | Calendario 1775 | Calendario 1775 | Calendario 1775 | Calendario 1775 | Calendario 1775 | Calendario 1775 | Calendario 1775 | Calendario 1775 | Calendario 1775 | Calendario 1775 | Calendario 1775 | Calendario 1775 | Calendario 1775 | Calendario 1775 | Calendario 1775 | Calendario 1775 | Calendario 1775 |
| --------------- | --------------- | --------------- | --------------- | --------------- | --------------- | --------------- | --------------- | --------------- | --------------- | --------------- | --------------- | --------------- | --------------- | --------------- | --------------- | --------------- | --------------- | --------------- | --------------- | --------------- | --------------- | --------------- | --------------- | --------------- | --------------- | --------------- | --------------- | --------------- | --------------- | --------------- | --------------- | --------------- |
|                 | 1               | 2               | 3               | 4               | 5               | 6               | 7               | 8               | 9               | 10              | 11              | 12              | 13              | 14              | 15              | 16              | 17              | 18              | 19              | 20              | 21              | 22              | 23              | 24              | 25              | 26              | 27              | 28              | 29              | 30              | 31              |                 |
| Gennaio         | Do              | Lu              | Ma              | Me              | Gi              | Ve              | Sa              | Do              | Lu              | Ma              | Me              | Gi              | Ve              | Sa              | Do              | Lu              | Ma              | Me              | Gi              | Ve              | Sa              | Do              | Lu              | Ma              | Me              | Gi              | Ve              | Sa              | Do              | Lu              | Ma              |                 |
| Febbraio        | Me              | Gi              | Ve              | Sa              | Do              | Lu              | Ma              | Me              | Gi              | Ve              | Sa              | Do              | Lu              | Ma              | Me              | Gi              | Ve              | Sa              | Do              | Lu              | Ma              | Me              | Gi              | Ve              | Sa              | Do              | Lu              | Ma              |                 |                 |                 |                 |
| Marzo           | Me              | Gi              | Ve              | Sa              | Do              | Lu              | Ma              | Me              | Gi              | Ve              | Sa              | Do              | Lu              | Ma              | Me              | Gi              | Ve              | Sa              | Do              | Lu              | Ma              | Me              | Gi              | Ve              | Sa              | Do              | Lu              | Ma              | Me              | Gi              | Ve              |                 |
| Aprile          | Sa              | Do              | Lu              | Ma              | Me              | Gi              | Ve              | Sa              | Do              | Lu              | Ma              | Me              | Gi              | Ve              | Sa              | Do              | Lu              | Ma              | Me              | Gi              | Ve              | Sa              | Do              | Lu              | Ma              | Me              | Gi              | Ve              | Sa              | Do              |                 |                 |
| Maggio          | Lu              | Ma              | Me              | Gi              | Ve              | Sa              | Do              | Lu              | Ma              | Me              | Gi              | Ve              | Sa              | Do              | Lu              | Ma              | Me              | Gi              | Ve              | Sa              | Do              | Lu              | Ma              | Me              | Gi              | Ve              | Sa              | Do              | Lu              | Ma              | Me              |                 |
| Giugno          | Gi              | Ve              | Sa              | Do              | Lu              | Ma              | Me              | Gi              | Ve              | Sa              | Do              | Lu              | Ma              | Me              | Gi              | Ve              | Sa              | Do              | Lu              | Ma              | Me              | Gi              | Ve              | Sa              | Do              | Lu              | Ma              | Me              | Gi              | Ve              |                 |                 |
| Luglio          | Sa              | Do              | Lu              | Ma              | Me              | Gi              | Ve              | Sa              | Do              | Lu              | Ma              | Me              | Gi              | Ve              | Sa              | Do              | Lu              | Ma              | Me              | Gi              | Ve              | Sa              | Do              | Lu              | Ma              | Me              | Gi              | Ve              | Sa              | Do              | Lu              |                 |
| Agosto          | Ma              | Me              | Gi              | Ve              | Sa              | Do              | Lu              | Ma              | Me              | Gi              | Ve              | Sa              | Do              | Lu              | Ma              | Me              | Gi              | Ve              | Sa              | Do              | Lu              | Ma              | Me              | Gi              | Ve              | Sa              | Do              | Lu              | Ma              | Me              | Gi              |                 |
| Settembre       | Ve              | Sa              | Do              | Lu              | Ma              | Me              | Gi              | Ve              | Sa              | Do              | Lu              | Ma              | Me              | Gi              | Ve              | Sa              | Do              | Lu              | Ma              | Me              | Gi              | Ve              | Sa              | Do              | Lu              | Ma              | Me              | Gi              | Ve              | Sa              |                 |                 |
| Ottobre         | Do              | Lu              | Ma              | Me              | Gi              | Ve              | Sa              | Do              | Lu              | Ma              | Me              | Gi              | Ve              | Sa              | Do              | Lu              | Ma              | Me              | Gi              | Ve              | Sa              | Do              | Lu              | Ma              | Me              | Gi              | Ve              | Sa              | Do              | Lu              | Ma              |                 |
| Novembre        | Me              | Gi              | Ve              | Sa              | Do              | Lu              | Ma              | Me              | Gi              | Ve              | Sa              | Do              | Lu              | Ma              | Me              | Gi              | Ve              | Sa              | Do              | Lu              | Ma              | Me              | Gi              | Ve              | Sa              | Do              | Lu              | Ma              | Me              | Gi              |                 |                 |
| Dicembre        | Ve              | Sa              | Do              | Lu              | Ma              | Me              | Gi              | Ve              | Sa              | Do              | Lu              | Ma              | Me              | Gi              | Ve              | Sa              | Do              | Lu              | Ma              | Me              | Gi              | Ve              | Sa              | Do              | Lu              | Ma              | Me              | Gi              | Ve              | Sa              | Do              |                 |